# 伦纳德·奈特
伦纳德·托马斯·奈特（英語：Leonard Thomas Knight，？—），澳大利亚男子草地滚球运动员。他曾代表澳大利亚参加1950年英联邦运动会草地滚球比赛，获得一枚银牌。